# Ordre de l'Infant Dom Henri
L’ordre de l’Infant Dom Henri (portugais : Ordem do Infante Dom Henrique) est un ordre national portugais, créé le 2 juin 1960, à l'occasion du 5e centenaire de la mort de l'Infant, connu sous le nom d'Henri le Navigateur. Des réformes mineures de la constitution de l'ordre eurent lieu en 1962 et 1980.
L'ordre comporte cinq classes, attribuées pour des services rendus au Portugal et pour des services dans l'expansion de la culture du Portugal, son histoire et ses valeurs (avec un accent particulier sur son histoire maritime).

Le nombre de membres dans chaque classe est restreint par sa constitution et les titres sont attribués par décret spécial par le grand maître de l'Ordre : le président de la République portugaise.

## Classes
Par ordre décroissant d'importance : 
- Grand-croix avec collier (Grande Colar - GColIH)
- Grand-croix (Grã-Cruz - GCIH)
- Grand officier (Grande-Oficial - GOIH)
- Commandeur (Comendador - ComIH)
- Officier (Oficial - OIH)
- Chevalier, dame (Cavaleiro, dama - CavIH, DamIH)

Il existe aussi une médaille d'argent (Medalha de Prata - MedPIH) et une médaille d'or (Medalha de Ouro - MedOIH).
Les décorations de l'ordre sont composées d'une croix pattée rouge sombre suspendue à un ruban portant des lignes bleues, blanches et noires égales (horizontales ou verticales). Les plaques de grand officier et de grand-croix portent l'inscription Talant de bie~ faire, entourant la croix pattée sur fond blanc.

## Insigne
| Rubans portés sur les uniformes | Rubans portés sur les uniformes | Rubans portés sur les uniformes | Rubans portés sur les uniformes | Rubans portés sur les uniformes | Rubans portés sur les uniformes |
| ------------------------------- | ------------------------------- | ------------------------------- | ------------------------------- | ------------------------------- | ------------------------------- |
| Chevalier                       | Officier                        | Commandeur                      | Grand officier                  | Grand-croix                     | Grand collier                   |